# El mapa del cor humà
El mapa del cor humà és una pel·lícula de Nova Zelanda de 1993 dirigida per Vincent Ward. Està ambientada abans i durant la Segona Guerra Mundial, el seu protagonista és Avik, un jove Inuit el paper del qual fan dos actors Robert Joamie (nen) i Jason Scott Lee (adult). El seu gran amor, Albertine és interpretat per Annie Galipeau (nena) i Anne Parillaud (adulta) dues actrius que no són família però comparteixen una gran semblança física. Ha estat doblada al català.

## Argument
El 1931, Avik (Robert Joamie) viu en un petit i gèlid assentament de l'Àrtida canadenca sota l'atenta vigilància de la seva àvia (Jayko Pitseolak). Mentre ajuda amb el seu treball al cartògraf britànic Walter Russell (Patrick Bergin), Avik es contagia de tuberculosi. Sabent-se culpable, Russell porta al noi a una clínica de Mont-real. Allà Avik coneix a Albertine (Annie Galipeau), una noia Metis, de la qual s'enamora, però han de separar-se.
Anys després, Avik (Jason Scott Lee), sentint que el seu llogaret li queda petit, s'allista en la Royal Canadian Air Force com a tripulant d'un bombarder Avro Lancaster i participa en incursions sobre Alemanya.

## Repartiment
- Jason Scott Lee: Avik
  - Robert Joamie: Avik nen
- Anne Parillaud: Albertine
  - Annie Galipeau: Albertine nena
- Patrick Bergin: Walter Russell
- Clotilde Courau: Rainee
- John Cusack: el cartògraf
- Jeanne Moreau: Germana Banville
- Ben Mendelsohn: granger
- Jerry Snell: Boleslaw
- Jayko Pitseolak: l'àvia
- Matt Holland: el pilot
- Rebecca Vevee: el cuiner Inuit
- Josape Kopalee: l'ancià Inuit
- Reepah Arreak: l'amiga de Avik

## Al voltant de la pel·lícula
La pel·lícula està dedicada al pare del director, que va morir durant el rodatge i també va participar en bombardejos durant la Segona Guerra Mundial.
Les escenes de "Nunataaq" estan rodades a Nunavut, on autèntics Inuit van fer d'extres.

## Rebuda
La pel·lícula va tenir en general crítiques positives. Roger Ebert va dir d'ella que és una aventura no basada en la violència sinó en un sorprenent viatge personal, el viatge d'una vida humana.
Brian Case va dir que la història és una èpica història d'amor que cobreix dos continents i tres dècades. Case també destaca que Ward té una increïble imaginació visual que destaca sobretot en la seqüència del bombardeig i en l'oníric final.

## Crítica
- "Ward, que ja va sorprendre amb la seva magnífica "Navigator", dirigeix aquest sorprenent drama d'aventures. Curiosíssim"[6]
- "Com diu el títol, el mapa del cor humà a través d'un recorregut per l'Àrtida, Canadà i Europa. Un cartógraf arriba al cercle polar àrtic i es fa amic d'un nen esquimal"[7]

### Taquilla
Mapa del sentiment humà va recaptar 539.000 dòlars a Austràlia.

### Premis
Mapa del sentiment humà va participar en el Festival de Canes..
El 1993 va guanyar els premis del Australian Film Institute a la millor pel·lícula, al millor director i al millor actor jove, a més d'estar nominada a la millor banda sonora, millor so i millor muntatge.
La pel·lícula també va ser la guanyadora del Festival Internacional de Cinema de Tòquio de 1993, on Vincent Ward va guanyar el premi a la millor contribució artística i la parella d'actors infantils Robert Joamie i Anne Parillaud van guanyar un esment especial. Jason Scott Lee va ser nominat en els premis Chicago Film Critics Association de 1994 com a actor més prometedor.